# Otto Wichterle
Otto Wichterle (Prostějov, 1913. október 27. - Stražisko, 1998.  augusztus 18.)  cseh vegyész, a  kontaktlencse anyagának feltalálója.

## Életpályája
Apja, Karel Wichterle egy sikeres mezőgazdasági gépgyár és a Wikov autógyár társtulajdonosa volt. Otto  tudományos pályára lépett. Prostějovba járt gimnáziumba, majd Prágában beiratkozott a Cseh Műszaki Egyetem kémiai és technológiai karára. A gyógyszertan is érdekelte. Miután 1936-ban diplomát szerzett, az egyetemen maradt. 1939-ben benyújtotta második kémiai doktori disszertációját, de a protektorátusi rezsim megakadályozta az egyetem további tevékenységét. Ezután a zlíni Baťa cég kutatóintézetében folytatta tudományos munkáját. A  műanyagok, nevezetesen a poliamid és a kaprolaktám műszaki előkészítését vezette. 1941-ben Wichterle csapata találta fel az első csehszlovák poliamid műszál (a silon) előállítására vonatkozó eljárást, amely független volt az amerikai nylon előállítására vonatkozó eljárástól (1938) [forrás?].
Otto Wichterle találta fel a lágy hidrogéllencse alapanyagát.
A Gestapo Wichterlét 1942-ben letartóztatta, majd néhány hónap után szabadon engedte.